# Castel del Monte (vino)
Castel del Monte è una DOC di un vino la cui produzione è consentita nella provincia di Barletta-Andria-Trani e nella città metropolitana di Bari.

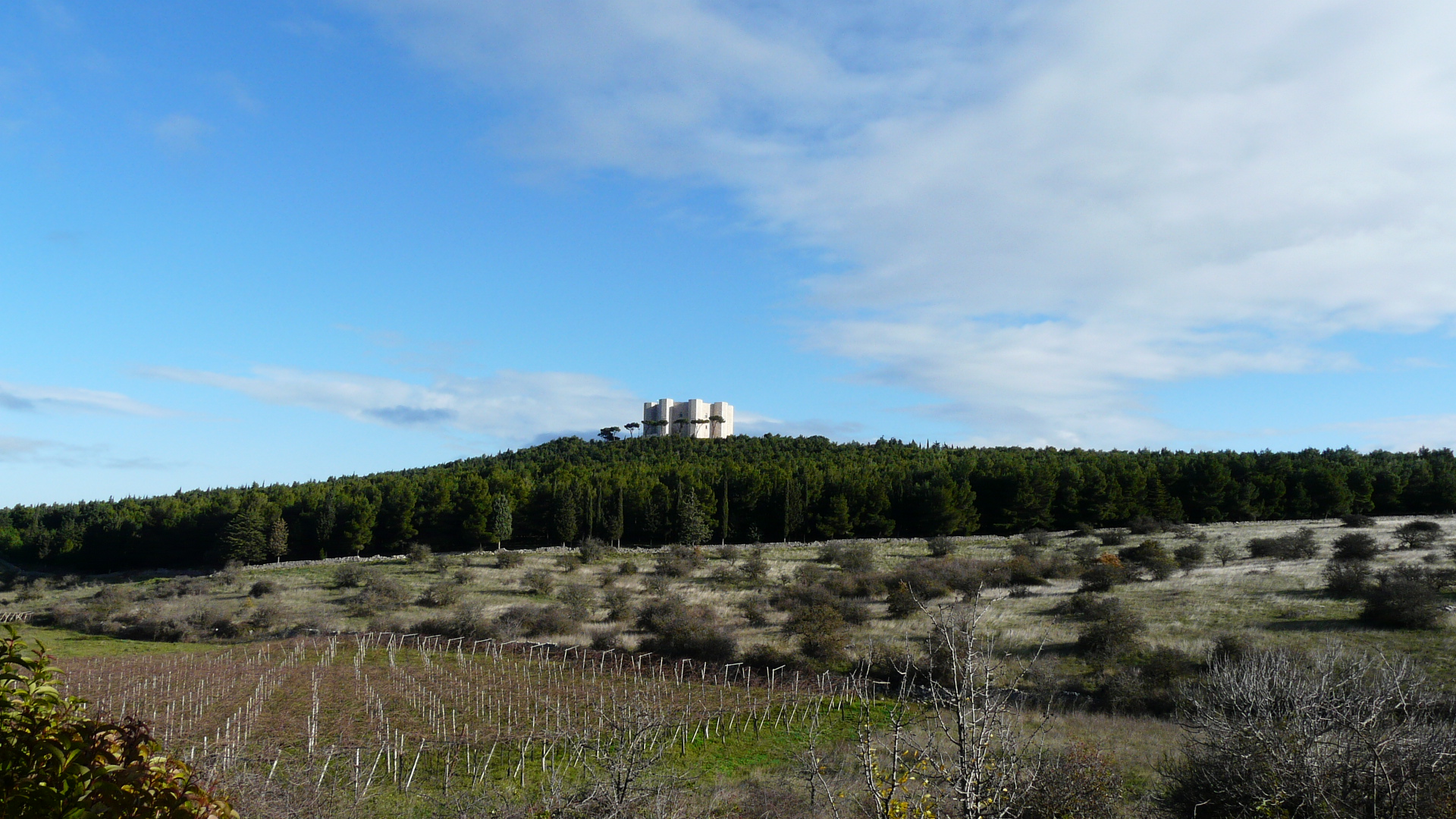
Vigneti ai piedi del Castel del Monte in territorio di Andria

La denominazione trae il nome dal Castel del Monte, celebre maniero fatto costruire da Federico II su un colle dell'altopiano delle Murge, ora  all'interno del Parco nazionale dell'Alta Murgia
Le tipologie Castel del Monte rosso riserva, Castel del Monte Bombino Nero e Castel del Monte Nero di Troia riserva sono divenute denominazioni di origine controllata e garantita autonome. 

## Tipologie e menzioni
- rosso e novello,
- Aglianico, (anche riserva, frizzante, rosato e rosato frizzante)
- rosato (anche frizzante e spumante),
- bianco (anche frizzante e spumante),
- Cabernet (anche riserva),
- Chardonnay (anche frizzante),
- Bombino bianco (anche frizzante e  spumante),
- Pinot nero,
- Sauvignon (anche frizzante),
- Pinot bianco (anche frizzante),
- Nero di Troia,
- Bianco da Pinot Nero